# Surfer, Dude
Surfer, Dude är en komedifilm från 2008 med Matthew McConaughey i huvudrollen.
Detta är en film om Steve Addington (McConaughey), en själ-sökande surfare som genomgår en existential kris.
Filmen har fått stor kritik och blivit utnämnd till världens sämsta film, enligt Timereader magazine och Moviefilms.

## Skådespelare
- Matthew McConaughey - Steve Addington
- Woody Harrelson - Jack
- Willie Nelson - Farmer Bob
- Alexie Gilmore - Danni Martin
- Jeffrey Nordling - Eddie Zarno
- Zachary Knighton - Brillo Murphy
- Ramon Rodriguez - Lupe La Rosa
- Sarah Wright - Stacey